# 托洛萨
托洛萨（西班牙語：Tolosa）是西班牙巴斯克自治区吉普斯夸省的一个市镇。总面积37平方公里，总人口17642人（2001年），人口密度477人/平方公里。

## 友好城市
- 法國 沙勒维尔-梅济耶尔